# Oligia flava
Oligia flava är en fjärilsart som beskrevs av François Louis Nompar de Caumont de Laporte 1973. Oligia flava ingår i släktet Oligia och familjen nattflyn. Inga underarter finns listade i Catalogue of Life.